# Mumfordia
Mumfordia is een geslacht van kevers uit de familie schimmelkevers (Latridiidae).

## Soorten
- M. monticola Zimmerman, 1935
- M. spinata Van Dyke, 1932
- M. tuberculata Van Dyke, 1932